# Saifeddine Kahlaoui
Saifeddine Kahlaoui (en arabe : سيف الدين كحلاوي), né le 17 mars 1999 à Safi (Maroc) est un footballeur marocain évoluant avec le club de l'Olympique de Safi. Il joue au poste de milieu de terrain.

## Biographie
Formé à l'Olympique de Safi, il dispute lors de sa première saison (2018/19), huit matchs et marque deux buts en Botola Pro. Il marque son premier but en pro le 17 mars 2019 lors d'un match de championnat face au Chabab Rif Al Hoceima à la 42ème minute (match nul, 1-1). Il termine sa première saison à la quatrième place du championnat.
Lors de la saison 2019-20, il dispute treize matchs en championnat. Il termine sa deuxième saison à la treizième place du championnat.
Lors de la saison 2020-21, il dispute seize matchs en championnat et délivre une passe décisive. Il termine la saison à la douzième place du championnat.

## Statistiques

### Statistiques détaillées
| Saison                | Club                  | Championnat           | Championnat | Championnat | Championnat | Coupe(s) nationale(s) | Coupe(s) nationale(s) | Coupe(s) nationale(s) | Compétition(s) continentale(s) | Compétition(s) continentale(s) | Compétition(s) continentale(s) | Compétition(s) continentale(s) | Autres compétitions | Autres compétitions | Autres compétitions | Autres compétitions | Total | Total | Total |
| Saison                | Club                  | Division              | M.          | B.          | P.d.        | M.                    | B.                    | P.d.                  | Comp.                          | M.                             | B.                             | P.d.                           | Comp.               | M.                  | B.                  | P.d.                | M.    | B.    | P.d.  |
| 2018-2019             | OC Safi               | Botola Pro            | 8           | 2           | 0           | -                     | -                     | -                     | -                              | -                              | -                              | -                              | -                   | -                   | -                   | -                   | 8     | 2     | 0     |
| 2019-2020             | OC Safi               | Botola Pro            | 13          | 0           | 0           | -                     | -                     | -                     | -                              | -                              | -                              | -                              | -                   | -                   | -                   | -                   | 13    | 0     | 0     |
| 2020-2021             | OC Safi               | Botola Pro            | 16          | 0           | 1           | -                     | -                     | -                     | -                              | -                              | -                              | -                              | -                   | -                   | -                   | -                   | 16    | 0     | 1     |
| Total sur la carrière | Total sur la carrière | Total sur la carrière | 37          | 2           | 1           | -                     | -                     | -                     | -                              | -                              | -                              | -                              | -                   | -                   | -                   | -                   | 37    | 2     | 1     |